# 안녕 나들목
안녕 나들목(Annyeong IC) 은 경기도 화성시 안녕동과 오산시 양산동에 걸쳐 설치된 오산화성고속도로의 7번 교차로이자 오산화성고속도로의 종점이다.

## 연혁
- 2007년 10월 11일 : 나들목 신설을 위해 화성시 도시계획시설 교통광장에 안녕동 일원을 송산 나들목으로 고시[2]
- 2009년 10월 29일 : 오산화성고속도로 개통과 함께 안녕 나들목으로 영업 개시[3]

## 구조물 정보
- 위치: 경기도 화성시 안녕동, 오산시 양산동
- 영업소(서오산 요금소): 경기도 오산시 오산화성고속도로 2 (양산동)

## 접속하는 도로
- 국도 제43호선 (봉영로)
- 간접 연결 : 국도 제1호선 (경기대로, 진안 교차로 이용)

## 서오산 요금소
서오산 요금소(西烏山料金所, W.Osan TG)는 경기도 오산시 오산화성고속도로 2 (양산동)에 위치한 오산화성고속도로 본선 상의 요금소이다. 2009년 10월 29일에 오산화성고속도로가 개통하면서 영업을 개시하였다. 관리는 경기고속도로 서오산영업소에서 하고 있다.

## 교통량 정보
서오산 요금소 기준이다.
| 요금소          | 통행량 (대/일) | 통행량 (대/일) | 통행량 (대/일) | 통행량 (대/일) | 통행량 (대/일) | 통행량 (대/일) | 통행량 (대/일) | 통행량 (대/일) | 통행량 (대/일) | 통행량 (대/일) | 각주  |
| 요금소          | 2009년         | 2010년         | 2011년         | 2012년         | 2013년         | 2014년         | 2015년         | 2016년         | 2017년         | 2018년         | 각주  |
| --------------- | -------------- | -------------- | -------------- | -------------- | -------------- | -------------- | -------------- | -------------- | -------------- | -------------- | ----- |
| 서오산 (폐쇄식) | 2,175          | 3,075          | 3,630          | 3,850          | 9,504          | 13,283         | 1,973          | 1,392          | 2,783          | 3,141          | [ 4 ] |
| 요금소          | 2019년         |                |                |                |                |                |                |                |                |                | [ 4 ] |
| 서오산 (폐쇄식) | 4,197          |                |                |                |                |                |                |                |                |                | [ 4 ] |